# Francisco Umbral

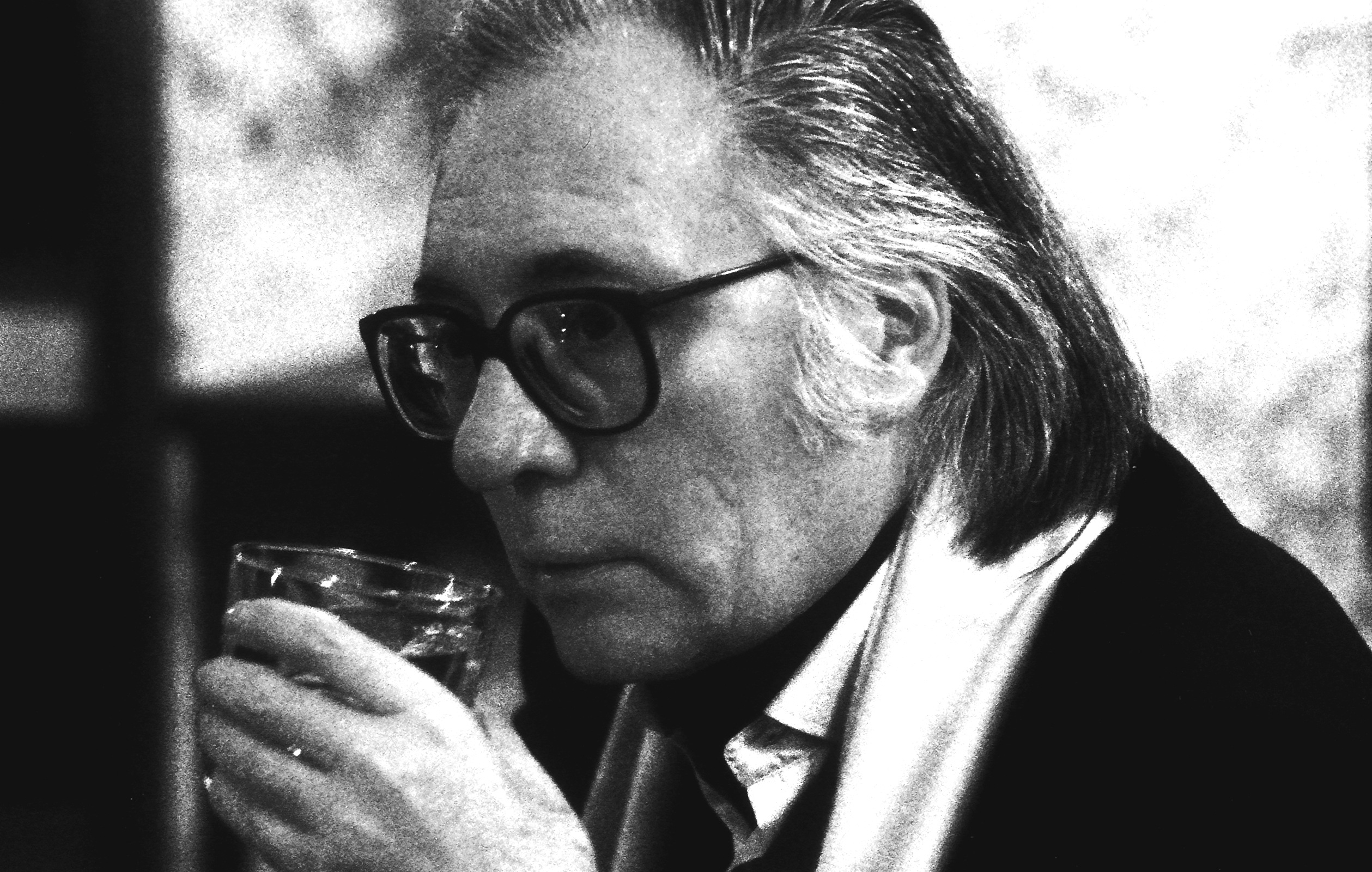
Francisco Umbral

Francisco Umbral, eigentlich Francisco Pérez Martínez (* 11. Mai 1932 in Madrid; † 28. August 2007 ebenda), war ein spanischer Kolumnist, Biograf und einer der bekanntesten zeitgenössischen Schriftsteller Spaniens.

## Leben
Umbral entstammt der Beziehung zwischen Alejandro Urrutia, einem Anwalt aus Córdoba, dem Vater des Dichters Leopoldo de Luis, und seiner Sekretärin Ana María Pérez Martínez. Er wurde am 11. Mai 1932 in Madrid geboren. Seine Mutter lebte in Valladolid, reiste aber zur Entbindung nach Madrid, um Klatsch und Tratsch zu vermeiden, da sie eine alleinerziehende Mutter war. Seine Mutter entfernte und entfremdete sich von ihm und prägte dadurch seine leidvolle Sensibilität. Er verbrachte seine ersten fünf Jahre in der Stadt Laguna de Duero und wurde, angeblich wegen seiner schlechten Gesundheit, erst sehr spät im Alter von zehn Jahren eingeschult; er schloss seine allgemeine Schulzeit nicht ab, weil er dafür seine Geburtsurkunde vorlegen und seine Herkunft hätte preisgeben müssen. Der Junge war jedoch ein zwanghafter und autodidaktischer Leser aller Arten von Literatur und mit 14 Jahren begann er als Page in einer Bank zu arbeiten.
In Valladolid fing er an, für die Zeitschrift Cisne der studentischen Gewerkschaftsorganisation S.E.U. zu schreiben, und nahm an Dichterlesungen und Vorträgen teil. Er begann seine journalistische Laufbahn 1958 in El Norte de Castilla, gefördert vom berühmten Autor Miguel Delibes, der sein schriftstellerisches Talent bemerkte. Später zog er nach León, um für den Radiosender La Voz de León und die Tageszeitung Proa zu arbeiten und an der Zeitung El Diario de León mitzuwirken. Damals las er vor allem Lyrik, insbesondere Juan Ramón Jiménez und Dichter der Generation von 1927, aber auch Valle-Inclán, Ramón Gómez de la Serna und Pablo Neruda.
Am 8. September 1959 heiratete er María España Suárez Garrido, später Fotografin bei El País, und 1968 kam ihr Sohn, Francisco Pérez Suárez „Pincho“ zur Welt, der im Alter von sechs Jahren an Leukämie starb, woraufhin sein lyrischstes, schmerzhaftestes und persönlichstes Buch entstand: Moral y rosa (1975). Diese Erfahrung prägte seine charakteristisch bittere und herbe Grundhaltung, er widmete sich ganz dem Schreiben, was ihm nicht wenige Diskussionen und Anfeindungen bescherte.
1961 ging er als Korrespondent der Kulturbeilage und „Mann für alle Fälle“ von El Norte de Castilla nach Madrid und besuchte dort die Intellektuellentreffs im Café Gijón, wo er die Freundschaft und den Schutz der Schriftsteller José García Nieto und vor allem Camilo José Cela genoss, dank derer er seine ersten Bücher veröffentlichen sollte. Er beschrieb diese Jahre in La noche que llegué al café Gijón. Innerhalb weniger Jahre wurde er unter den Pseudonymen „Jacob Bernabéu“ und „Francisco Umbral“ zu einem angesehenen Chronisten und Kolumnisten in Zeitschriften wie La Estafeta Literaria, Mundo Hispánico (1970–1972), Ya, El Norte de Castilla, Por Favor, Siesta, Mercado Común, Bazaar (1974–1976), Interviú, La Vanguardia usw., aber vor allem für seine Kolumnen in den Zeitungen El País (1976–1988), Diario 16, wo er 1988 zu schreiben begann, und in El Mundo, wo er ab 1988 die Rubrik „Los placeres y los días“ übernahm. Bei El País war er einer der Chronisten, die am besten die als movida madrileña bekannte Gegenkulturbewegung nach der Francozeit beschrieb. Diese rege journalistische Tätigkeit wechselte er mit der regelmäßigen Veröffentlichung von Romanen, Biografien, Chroniken und Autobiografien ab; 1981 unternahm er mit Crímenes y baladas einen kurzen Ausflug in die Lyrik. Im Jahr 1990 kandidierte er zusammen mit José Luis Sampedro für einen Sitz in der Real Academia Española. Sampedro, der von Camilo José Cela, Miguel Delibes und José María de Areilza unterstützt wurde, wurde am Ende gewählt.
Er war bereits ein erfolgreicher Journalist und Schriftsteller und arbeitete mit den unterschiedlichsten und einflussreichsten Zeitungen und Zeitschriften des spanischen Lebens zusammen. Diese Erfahrung spiegelt sich in seinen journalistischen Memoiren Días felices en Argüelles (2005) wider. Von den verschiedenen Bänden, in denen er einige seiner Artikel veröffentlicht hat, sind besonders Diario de un snob (1973), Spleen de Madrid (1973), España cañí (1975), Iba yo a comprar el pan (1976), Los políticos (1976), Crónicas postfranquistas (1976), Las Jais (1977), Spleen de Madrid-2 (1982), España como invento (1984), La belleza convulsa (1985), Memorias de un hijo del siglo (1986), Mis placeres y mis días (1994) zu nennen.
Er erkrankte 2003 an einer schweren Lungenentzündung, die ihn um sein Leben fürchten ließ. Er starb am 28. August 2007 im Alter von fünfundsiebzig Jahren im Krankenhaus Montepríncipe in Boadilla del Monte (Madrid) an Herz-Kreislauf-Versagen. Er wurde eingeäschert und seine Urne befindet sich in der Grabstätte seines Sohnes auf dem Almudena-Friedhof in Madrid.

## Literarischer Stil
Seine literarische Qualität ergibt sich aus seiner kreativen Fülle, seiner sprachlichen Sensibilität und der extremen Originalität seines Stils, der sehr impressionistisch ist, mit einer sehr lockeren Syntax, metaphorisch sehr ausgefeilt und komplex, flexibel für die schwer fassbaren Nuancen der Gegenwart, reich an Neologismen und intertextuellen Anspielungen und, kurz gesagt, von einer anspruchsvollen lyrischen und ästhetischen Qualität. Diese Besonderheit macht ihn besonders schwer übersetzbar, so dass er ein Autor ist, der kaum in andere Sprachen übersetzt wurde und im Ausland nahezu unbekannt ist. Francisco Umbral ist laut Fernando Lázaro Carreter „einer der ersten Prosaschriftsteller der spanischen Sprache im 20. Jahrhundert“, und Miguel Delibes bezeichnet ihn als „den innovativsten und originellsten Autor der aktuellen hispanischen Prosa“. Arturo Pérez-Reverte hingegen weist auf seine Oberflächlichkeit und seine Plagiate hin. Ricardo de la Cierva bezeichnete Umbral und Fernando Savater als „lautstarke Intellektuelle“, die auf den Seiten von El País darum kämpften, einen Rekord des Unsinns aufzustellen, den man früher als Blasphemie bezeichnete".
Der Kritiker Diego Vadillo López hat in Francisco Umbral einige der wichtigsten Faktoren für den Wohlklang und die Musikalität von Umbrals Prosa in Francisco Umbral. El oferente de retales preciosos (Manuscritos, 2020) theoretisiert und führte die Einflechtung einer Reihe von Versmaßen in die Prosaformate an: „Er hatte eine Vorliebe für die Einfügung, die Einflechtung von Versen in das Blattwerk seiner anspruchsvollen Prosa, weshalb es nicht verwunderlich ist, dass man, wenn man sich einmal auf eine Leser-Entschlüssler-Reise durch solche erbaulichen Landschaften begibt, eine Hendekasyllable oder einen Alexandriner findet, wenn man ein wenig aufmerksam und vorgewarnt ist“ (S. 13–14).
Juan Manuel de Prada erklärte: „Ich sage es ohne Übertreibung: Er war vielleicht der beste Schriftsteller der zweiten Hälfte des zwanzigsten Jahrhunderts“.
Was die Kontroverse um Umbral über Benito Pérez Galdós, einen der renommiertesten spanischen Schriftstellers der zweiten Hälfte des 19. Jahrhunderts, betrifft, so äußerte sich Diego Vadillo López selbst in dem Interview auf die Frage eines Journalisten, ob Umbral ein Schriftsteller der Galdós-Schule sei, wie folgt: „Man könnte sagen, dass sowohl Galdós als auch Umbral insofern von Balzac beeinflusst sind, dass sie versuchen, ein literarisches Porträt einer Gesellschaft und einer Epoche zu geben, obwohl sie sich in der Art und Weise, wie sie dies tun, unterscheiden, denn Galdós hat in seinen Romanen zwar Passagen mit einer stark suggestiven Komponente in einem lyrischen Sinne, Umbral hingegen löst den Stil von dem, was literarisch ist, und lässt ihn in seinem eigenen Licht erstrahlen, wodurch die Geschichte unterworfen und gleichzeitig aufgewertet wird, wenn auch im entgegengesetzten Sinne zu Galdós. Umbral hatte immer einen sehr lebendigen Experimentierwillen, weshalb viele von ihm sagen, was sie von Gómez de la Serna sagen: dass er ein schlechter Romanautor im kanonischen Sinne des Wortes ist. Umbral selbst verteidigte sich gerade in seiner Biografie über Gómez de la Serna, indem er darauf hinwies, dass Ramóns Roman gegen Mitte durch ein Übermaß an Gaben blockiert wurde (was ihm selbst auch passiert ist). Vielleicht wollte Umbral mit der Verunglimpfung des Realismus von Galdós und Baroja eine andere, stilistischere Herangehensweise an die Literatur bekräftigen, die sich einer autonomeren, differenzierteren und prächtigeren Syntax und Lexik bedient“ (Majadahonda Magazin).
Als Kolumnist führte er eine Art abgeklärten und antibürgerlichen Costumbrismo ein, der nicht auf das intensivste romantische Selbst verzichtete und versuchte, dem Alltäglichen mit den Worten von Novalis die Würde des Unbekannten zu verleihen, indem er Straße und Kultur vermischte und ihm manchmal eine trostlose Zärtlichkeit verlieh. Als politischer Chronist zeichnete sich Umbral auch durch eine große Schärfe und Bissigkeit aus und hatte ein unglaubliches Gespür dafür, die verborgenen Seiten von Themen zu erfassen. 1993 wurde er in eine heftige Kontroverse verwickelt, weil er die Einwohner von Aranda de Duero in der Sendung Queremos saber auf Antena 3 als „Hinterwäldler“ bezeichnete. Der Präsidentschaftskandidat José María Aznar war in dieser Stadt von einer großen Menschenmenge empfangen worden, während Felipe González in denselben Tagen an der Universität ausgebuht wurde. In derselben Sendung sagte er auch den heute zu Spruch gewordene Satz „Ich bin hierher gekommen, um über mein Buch zu sprechen“, mit welcher Umbral um das Wort bat, um sich sehr zornig und eindringlich darüber zu beschweren, dass das Thema seines Buches La década roja nicht so behandelt wurde, wie es ihm versprochen worden war, während Journalistin Mercedes Milá versuchte, ihn zu beruhigen.
Die Figur von Octavia Saldaña aus dem Roman von Juan Manuel de Prada Mirlo blanco, cisne negro ist teilweise von Francisco Umbral inspiriert.
Zu seinen Vorbildern zählten Edmondo de Amicis, Alphonse Daudet, Blasco Ibáñez, Lord Byron, Valle-Inclán, Miguel Delibes, Camilo José Cela oder Baudelaire.

## Auszeichnungen
Umbral erhielt 1975 den Premio Nadal. 1996 wurde er mit dem renommierten Prinz-von-Asturien-Preis sowie 2000 mit dem bedeutendsten Literaturpreis der spanischsprachigen Welt, dem Cervantespreis ausgezeichnet.

## Werke

### Berichte
- Tamouré (1965)
- Las vírgenes (1969)
- Teoría de Lola y otros cuentos (1977)
- Tatuaje (1991)
- Historias de amor y Viagra (1998)
- Treinta cuentos y una balada (2018)

### Novellen
- Días sin escuela (1965), novela corta
- Balada de gamberros (1965), novela corta
- Travesía de Madrid (1966)
- Si hubiéramos sabido que el amor era eso (1969)
- El Giocondo (1970)
- Las europeas (1970)
- Sinfonía borbónica (1987)
- El día que violé a Alma Mahler (1988)
- Un carnívoro cuchillo (1988)
- Nada en el domingo (1988)
- El fulgor de África (1989)
- Memorias borbónicas (1992)
- Madrid 650 (1995)
- Capital del dolor (1996)
- Los cuadernos de Luis Vives (1996)
- El socialista sentimental (2000)
- Un ser de lejanías (2001)
- Los metales nocturnos (2003)

#### Serie „Francesillo“
- Las ninfas (1976)
- Los helechos arborescentes (1980)
- Las giganteas (1982)
- Las ánimas del purgatorio (1982)
- Pío XII, la escolta mora y un general sin un ojo (1985)
- Leyenda del César Visionario (1991)
- Las señoritas de Aviñón (1995)
- La forja de un ladrón (1997)

### Essays
- Larra, anatomía de un dandy (1965)
- Lorca, poeta maldito (1968)
- Valle-Inclán (1968)
- Lord Byron (1969)
- Biografía completa de Marisol (1969)
- Miguel Delibes (1970)
- Lola Flores. Sociología de la petenera (1971)
- Las españolas (1974)
- Mis mujeres (1976)
- Tratado de perversiones (1977)
- Ramón y las vanguardias (1978)
- Fábula del falo (1985)
- El fetichismo (1986)
- La escritura perpetua (1989)
- El socialfelipismo. La democracia detenida (1991)
- Las palabras de la tribu (De Rubén Darío a Cela) (1994)
- Valle-Inclán: los botines blancos de piqué (1998)
- Los alucinados: personajes, escritores, monstruos. Una historia diferente de la literatura (2001)
- Cela: un cadáver exquisito (2002)
- ¿Y cómo eran las ligas de Madame Bovary? (2003)

### Artikel
- Amar en Madrid (1972)
- Spleen de Madrid (1972)
- Museo Nacional del mal gusto (1974)
- Crónicas antiparlamentarias (1974)
- Diario de un español cansado (1975)
- Suspiros de España (1975)
- España cañí (1975)
- Cabecitas locas, boquitas pintadas y corazones solitarios (1975)
- La guapa gente de derechas (1975)
- Crónicas postfranquistas (1976)
- Los políticos (1976)
- Las respetuosas (1976)
- Iba yo a comprar el pan... (1976)
- Las jais (1977)
- Teoría de Madrid (1980)
- Spleen, cuaderno de Madrid (1981)
- Spleen de Madrid 2 (1982)
- España como invento (1984)
- Mis queridos monstruos (1985)
- Memorias de un hijo del siglo (1987)
- Crónica de esa gente guapa. Memorias de la jet (1991)
- Del 98 a don Juan Carlos (1992)
- Mis placeres y mis días (1994)
- La derechona (1997)
- Los placeres y los días (2001)
- La república bananera USA (2002)
- Crónica de las tabernas leonesas (2004)
- El tiempo reversible. Crónicas de la Transición (2015)
- Diario de un noctámbulo (2015)
- Mis queridos políticos (2017)

### Memoiren
- Memorias de un niño de derechas (1972)
- Los males sagrados (1973)
- Retrato de un joven malvado: memorias prematuras (1973)
- La noche que llegué al Café Gijón (1977)
- Los amores diurnos (1979)
- La bestia rosa (1981)
- A la sombra de las muchachas rojas (1981)
- El hijo de Greta Garbo (1982)
- Trilogía de Madrid (1984)
- Y Tierno Galván ascendió a los cielos (1990)
- Memorias eróticas: los cuerpos gloriosos (1992)
- La década roja. Memorias políticas, 1982–1992 (1993)
- Madrid 1940. Memorias de un joven fascista (1993)
- Los cuerpos gloriosos: memorias y semblanzas (1996)
- Madrid, tribu urbana (2000)
- Días felices en Argüelles (2005)
- Amado siglo XX (2007)

### Tagebücher
- Diario de un snob (1973)
- Mortal y rosa (1975)
- Mis paraísos artificiales (1976)
- Diario de un snob 2 (1978)
- Diario de un escritor burgués (1979)
- Los ángeles custodios (1981)
- La belleza convulsa (1985)
- Diario político y sentimental (1999)
- Un ser de lejanías (2001)
- Carta a mi mujer (2008)

### Sachbuchbeiträge
- Diccionario para pobres (1977)
- Diccionario cheli (1983)
- Guía de pecadore/as. Todos los que están (1986)
- Guía de la posmodernidad (1987)
- Guía irracional de España (1989)
- Diccionario de literatura. España, 1941–1995. De la posguerra a la posmodernidad (1995)

### Dichtung
- Crímenes y baladas (1981)
- Obra poética, 1981–2001 (2009)

### Anthologien
- La prosa y otra cosa. Antología (1977)
- La rosa y el látigo (1994)
- Hojas de Madrid (2008)

### Konversationen
- Francisco Umbral (1991), mit Ángel-Antonio Herrera
- Umbral, vida, obra y pecados (2001), mit Eduardo Martínez Rico
- Umbral: las verdades de un mentiroso ilustre (2003), mit Eduardo Martínez Rico